# Miquel Lluch i Suñé
Miquel Lluch i Suñé (Seta, Occitània - Erau 1922) és un director de cinema i escenògraf occità que ha desenvolupat la seva carrera artística a Catalunya.

## Filmografia
- 1953. La montaña sin ley.
- 1954. Barcelona, gran ciudad (documental)
- 1955. Sitiados en la ciudad.
- 1960. Botón de ancla en color.
- 1960. Los claveles.
- 1961. Las estrellas.
- 1962. Un demonio con ángel.
- 1963. Crimen.
- 1963. El precio de un asesino.
- 1964. La chica del autostop.